# Michaela
Michaela er et keltisk/gælisk kvindenavn, der stammer for det 19. århundrede. Det kommer af drengenavnet Michael, der beytder "hvem er som Gud".
| Fornavne | Spire Denne artikel om et fornavn er en spire som bør udbygges. Du er velkommen til at hjælpe Wikipedia ved at udvide den. |